# Otto Duborg
Otto Duborg-Scandinavien Center er en grænsebutik ved Harreslev ved den dansk-tyske grænse. Da Danmark indtrådte i Fællesmarkedet i 1973 valgte den dengang administrerende direktør Otto Duborg at ændre sin købmandsforretning til en decideret grænsehandel – opmuntret af den danske afgiftspolitik. Otto Duborg voksede sig stor gennem 1980´erne og 1990´erne og har siden da været en af de største virksomheder, som betjener prisbevidste danskere, svenskere og nordmænd.
Udover de traditionelle produkter som øl, sodavand, vin og slik har Otto Duborg taget en lang række af kendte danske dagligvarer ind i deres sortiment. Otto Duborg har også enkelte specialbutikker. Der er en stor legetøjsbutik "Duborg Toys", en gaveshop "Die Blaue Elise", en beautyshop og en mindre tøjbutik.
Otto Duborg ligger i hård konkurrence, da der er mange spillere på markedet, som kæmper om markedsandelene. Den nærmeste konkurrent er Poetzsch Padborg, som ligger lige overfor. Derudover ligger Fleggaard og Fakta blot et par hundrede meter længere nede af vejen. Det medfører en hård konkurrence, hvilket er til forbrugernes fordel. 
I 2008 åbnede Otto Duborg i samarbejde med Jacob-Cement Baustoffe et 5.000 m² stort byggemarked ved siden af butikken.